# Mirko Filipović
Mirko „Cro Cop” Filipović (ur. 10 września 1974 w Vinkovci) – chorwacki kickbokser, bokser i zawodnik mieszanych sztuk walki (MMA) wagi ciężkiej. Mistrz świata w kickboxingu w formule full contact (1996), wicemistrz K-1 WGP (1999), mistrz K-1 WGP (2013) oraz tryumfator turniejów MMA PRIDE Openweight GP (2006) oraz RIZIN FF World Grand Prix (2016). Był także oficerem policji oraz posłem do chorwackiego parlamentu.

## Wczesne lata
Mirko Filipovic urodził się w Vinkovci. Trenować siłowo zaczął już w wieku 11 lat. Inspiracją był dla niego film Krwawy sport z główną rolą Jean-Claude’a Van Damme’a. Początkowo ćwiczył w przydomowej szopie, gdzie miał do dyspozycji proste przyrządy: sztangę własnej roboty, drążek, worek wypchany trocinami.
Dorastał w czasach rozpadu Jugosławii i wojny domowej 1991–1995. W tym czasie przeniósł się na sześć miesięcy z rodzinnej Privlaki do sąsiedniego miasta Varaždin (działała tam szkoła). Na miejscu szukał działającego klubu kick-boxingu, jednak do wyboru miał tylko kluby boksu oraz karate. Zdecydował się na karate (kierując się tym, że w boksie nie walczy się za pomocą nóg), jednak sposób treningów nie spodobał mu się, gdyż stwierdził, że ciosy w powietrze, kimona czy ustawianie w szeregu nie są praktyczne. Pewnego dnia zobaczył grupę osób trenujących kick-boxing. Po uzyskaniu zgody trenera przyłączył się do nich. Po powrocie z Varaždinu kontynuował treningi.
W 1994 roku zmarł jego ojciec. Filipović odbywał wtedy służbę wojskową, a jego rodzina nie miała za co żyć, gdyż ojciec był jedyną osobą pracującą. Filipović złożył więc podanie i został przyjęty do akademii policyjnej. Został przydzielony do oddziału antyterrorystycznego „Lučko”. Zarobione pieniądze (pensja ok. 500 $) przeznaczał na utrzymanie rodziny oraz treningi. Często, ze względu na karierę sportową, był zwalniany z obowiązków służbowych. W zamian wchodził do ringu w koszulce z napisem ATJ LUCKO. W oddziale tym służył przez 6 lat. Ze względu na policyjną karierę występował pod pseudonimem „Cro Cop” (w wolnym tłumaczeniu z ang. „Chorwacki Gliniarz”).

## Boks amatorski
W 1997 roku został mistrzem Chorwacji w wadze superciężkiej (ponad 91 kg), a także zajął 2. miejsce w międzynarodowym turnieju o Puchar Akropolu, przegrywając w finale na punkty z Paolo Vidozem. Wystąpił również na mistrzostwach świata w Budapeszcie, z których został wyeliminowany w 1/16 finału przez ówczesnego mistrza świata i Europy, Aleksieja Lezina. W 1998 roku ponownie wygrał mistrzostwa kraju i reprezentował Chorwację na mistrzostwach Europy w Mińsku (przegrał w I rundzie z Sinanem Şamilem Samem). W tym samym roku zdobył brązowy medal na igrzyskach śródziemnomorskich oraz srebrny na mistrzostwach CISM w Niemczech.

## Kariera w K-1

### Wczesna kariera
W K-1 zadebiutował w 1996 roku w wieku 22 lat (występował wtedy jeszcze pod pseudonimem „Tigar”). Był jednym z najmłodszych zawodników tej organizacji. Jego trenerem był ówcześnie Branko Cikatić (zwycięzca K-1 Grand Prix 1993). W swojej pierwszej walce Filipović zmierzył się z Francuzem Jérôme „Geronimo” Le Bannerem – finalistą K-1 World Grand Prix 1995. Chorwat wygrał przez jednogłośną decyzję sędziów (w pierwszej rundzie Le Banner był liczony). Następną walkę stoczył z Ernesto Hoostem, utytułowanym zawodnikiem boksu tajskiego i K-1, z którym przegrał przez TKO. Wkrótce po tej walce Filipović, skonfliktowany z Branko Cikatićem, odszedł na 3 lata z K-1 i rozpoczął w Chorwacji amatorską karierę bokserską.

### Powrót do K-1
Do K-1 powrócił w 1999 roku, już jako „Cro Cop”. Dzięki współpracy z Damirem Siserem, renomowanym trenerem ciężarowców i kulturystów, wyraźnie rozwinął się fizycznie. Rozpoczynając u niego trening Filipović ważył 93 kg i skarżył się, że nie może nabrać masy. Siser przepisał mu odpowiednie suplementy oraz ćwiczył z nim 2-3 razy w tygodniu. W rezultacie Filipović zyskał ponad 10 kg masy mięśniowej.
W pierwszej walce po powrocie znokautował Jana Nortje, po czym stoczył kolejnych 5 walk, z których przegrał tylko jedną, przez decyzję. Zwycięstwa nad Bernardo, Musashim i Greco doprowadziły go do finału K-1 World GP 1999 w Tokio. Zmierzył się w nim z Ernesto Hoostem. Również i tym razem Holender był górą (KO przez cios w korpus). Trzecia walka i trzecia porażka z Hoostem miała miejsce rok później w ćwierćfinale K-1 World GP 2000. Pojedynek był jednak wyrównany i do rozstrzygnięcia potrzebna była dodatkowa runda. Mimo tych porażek Chorwat szybko awansował do grona gwiazd K-1 oraz zyskał reputację jednego z najmocniej kopiących zawodników. Jego głównym atutem były szybkie i celne kombinacje bokserskie oraz lewe kopnięcie okrężne w głowę.
W 2001 roku najpierw został sensacyjnie znokautowany przez Michaela McDonalda, a później, podczas treningu doznał kontuzji, która wyeliminowała go z eliminacji do finału World GP. K-1 zaproponowało mu wtedy występ w walce MMA przeciwko zapaśnikowi Kazuyukiemu Fujicie. Po tym pojedynku Filipović powziął decyzję o rozstaniu z kick-boxingiem i rozpoczęciu kariery w MMA. W 2002 roku stoczył w K-1 jeszcze 3 walki (wygrał z Yanagisawą, Bonjaskym i Huntem), a w swojej ostatniej, która odbyła się 30 kwietnia 2003 roku, znokautował w pierwszej rundzie Boba Sappa.

### Od 2012
10 marca 2012 roku w Zagrzebiu pokonał przez jednogłośną decyzję w walce na zasadach K-1 Raya Sefo. Początkowo była ona zapowiadana jako pożegnalny pojedynek Filipovicia. Wkrótce potem ogłoszono jednak, że Chorwat po 9 latach powróci do organizacji K-1. 27 maja na gali K-1 Rising w Madrycie pokonał przez nokaut w 2. rundzie Hiszpana Lorenzo Javiera Jorge. We wrześniu 2012 roku wystartował w kwalifikacjach do turnieju K-1 World Grand Prix. W pierwszej rundzie turnieju pokonał przez decyzję Amerykanina Randy’ego Blake’a. Finałowa gala odbyła się w ojczyźnie Mirko – Chorwacji (Zagrzeb). Do turnieju zostali zaproszeni m.in. Badr Hari, Zabit Samiedow czy Hesdy Gerges. W ćwierćfinale Chorwat spotkał się z Amerykaninem Jarrellem Millerem, którego pokonał na punkty, a w półfinale również na punkty Ukraińca Pawła Żurawlowa. W finale zwyciężył Surinamczyka Ismaela Londta przez decyzję sędziów który m.in. był liczony po lewym okrężnym kopnięciu w głowę w 2. rundzie. Filipović stał się dziewiętnastym mistrzem K-1 World GP w historii tej organizacji i dopiero czwartym zawodnikiem nie pochodzącym z Holandii – wcześniej aż piętnaście razy mistrzami zostawali właśnie Holendrzy.

## Kariera w MMA

### PRIDE FC
Karierę w MMA rozpoczął 19 sierpnia 2001 roku na gali K-1 Andy Hug Memorial. Walczyli tam na specjalnych zasadach kick-boxerzy z graplerami. Filipović pokonał Kazuyukiego Fujitę przez TKO (podczas próby obalenia Fujita otrzymał w głowę cios kolanem, co spowodowało głębokie rozcięcie i pęknięcie czaszki). W listopadzie 2001 zadebiutował w organizacji PRIDE FC (z którą był związany przez następne 5 lat), gdy podczas gali PRIDE 17 zremisował z Nobuhiko Takadą.
Kolejne walki, nie licząc remisu z Wanderleiem Silvą, były szybkimi zwycięstwami Filipovicia. Wśród pokonanych przez niego zawodników byli m.in. Igor Wowczanczyn, Heath Herring oraz Kazushi Sakuraba.
Zwycięską passę Filipovicia zakończył Antonio Rodrigo „Minotauro” Nogueira, który w walce o tymczasowe mistrzostwo PRIDE w wadze ciężkiej pokonał go przez poddanie. Szansą na odzyskanie miana pretendenta do tytułu miał być dla Chorwata udział w turnieju Pride Grand Prix 2004, w którym miało dojść do jego walki z Fiodorem Jemieljanienko. Najpierw jednak Filipović musiał pokonać Kevina Randlemana. Mimo że był zdecydowanym faworytem, niespodziewanie przegrał przez szybki nokaut.
Porażka ta chwilowo zmniejszyły szanse Chorwata na walkę o mistrzostwo. Jednak gdy wygrał on 7 kolejnych walk (6 przed czasem), w tym z bratem Fiodora, Aleksandrem, władze PRIDE przyznały mu prawo do walki z Rosjaninem. Odbyła się ona w sierpniu 2005 roku. Ku zaskoczeniu obserwatorów Rosjanin zdecydował się na bój w „stójce”, która była domeną Filipovicia. Walka była wyrównana, ale to mistrz kontrolował jej przebieg i wygrał ją przez jednogłośną decyzję.
Następne dwie walki stoczone przez Chorwata były pojedynkami rewanżowymi. Najpierw wygrał z Joshem Barnettem, lecz wkrótce potem przegrał przez niejednogłośną decyzję z Markiem Huntem, który powetował sobie przegraną sprzed 3 lat z K-1.
W 2006 roku Filipović osiągnął największy sukces w swojej karierze MMA. Zwyciężył w turnieju PRIDE Openweight Grand Prix. Kolejno wyeliminował w nim Ikuhisę Minowę, Hidehiko Yoshidę, Wanderleia Silvę, a w finale Josha Barnetta (wszystkie walki zakończył przed czasem w pierwszej rundzie).

### Ultimate Fighting Championship
W grudniu 2006 roku podpisał dwuletni kontrakt na 6 walk z UFC. Pierwszą walkę w octagonie stoczył 3 lutego 2007 roku z Eddiem Sanchezem, wygrywając w pierwszej rundzie przez TKO (UFC 67). Jednak w drugiej uważany za zdecydowanego faworyta Filipović został znokautowany przez Brazylijczyka Gabriela Gonzagę. Kolejna porażka z Cheickiem Kongo sprawiła, że Chorwat odszedł z UFC.

### DREAM
15 marca 2008 roku zadebiutował w DREAM, gdy pokonał byłego zawodnika Pancrase, Tatsuyę Mizuno przez TKO. W następnej walce zmierzył się z Alistairem Overeemem. Pojedynek został przerwany, gdy kilkukrotnie uderzony kolanem w krocze Filipović odmówił kontynuowania dalszej walki (ogłoszono no contest). Choć obaj rywale zapowiedzieli chęć powtórzenia walki, do rewanżu nie doszło.
Na sylwestrowej gali Dynamite!! 2008 Chorwat zmierzył się z zawodnikiem K-1, Choi Hong-manem. Pokonał go przez techniczny nokaut po niskim kopnięciu w kolano.

### Powrót do UFC

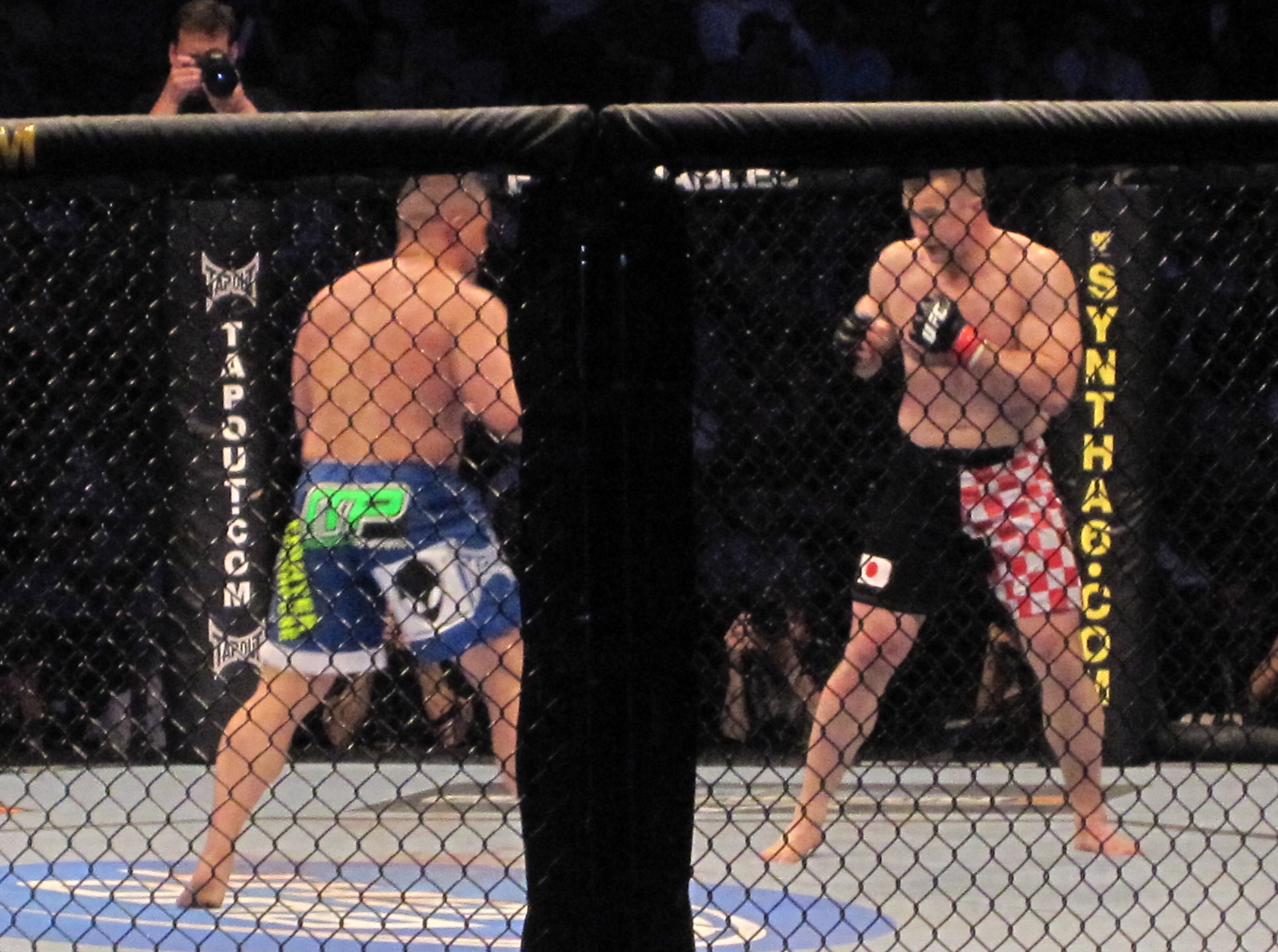
Filipović (z prawej) kontra Patrick Barry (UFC 115)

Po walce z Koreańczykiem Filipović przeszedł operację kontuzjowanego kolana. Po zakończeniu rehabilitacji, w maju 2009 roku podpisał kontrakt na jedną walkę dla UFC. 13 czerwca stoczył w Kolonii pojedynek z Mostaphą Al-turkiem. W jego trakcie, przy wyprowadzaniu ciosu prostego, Chorwat przypadkowo włożył palec w oko rywala. Brytyjczyk, nie będąc w stanie kontynuować pojedynku, odwrócił się plecami i przyjął bez odpowiedzi kilka kolejnych ciosów. Sędzia, nie dopatrując się faulu, przerwał walkę i ogłosił zwycięstwo Filipovicia przez TKO. Manager Brytyjczyka zapowiedział złożenie oficjalnego protestu. Wynik walki ostatecznie nie został jednak zmieniony.
W lipcu Filipović podpisał z UFC kontrakt na trzy kolejne walki. Pierwszą z nich przegrał przez poddanie werbalne z Juniorem dos Santosem (UFC 103), gdy po jednym z ciosów Brazylijczyka doznał kontuzji oka i poprosił sędziego o przerwanie walki. Drugą, podczas gali UFC 110, wygrał przez TKO z Australijczykiem Anthonym Peroshem, który walczył w zastępstwie chorego Bena Rothwella. Cztery miesiące później Filipović pokonał Patricka Barry’ego przez duszenie zza pleców na 30 sekund przed końcem trzeciej rundy, mimo że w pierwszej Amerykanin dwukrotnie zdołał powalić go na deski celnymi uderzeniami.
Filipović walczył ponownie już we wrześniu (UFC 119), gdy zgodził się zastąpić kontuzjowanego Antonio Rodrigo Nogueirę w pojedynku z Frankiem Mirem. Chorwat przegrał przez ciężki nokaut w ostatniej minucie walki, gdy został trafiony w szczękę kolanem. Pół roku później (UFC 128) został również znokautowany przez Brendana Schauba. 29 października odniósł trzecią z rzędu porażkę przed czasem, przegrywając z Royem Nelsonem na gali UFC 137. W konsekwencji ogłosił zakończenie swojej kariery w MMA lecz rok później postanowił wznowić ją. 23 sierpnia 2014 zdobył pas mistrza Inoki Genome Fight pokonując złotego medalistę olimpijskiego z judo Satoshiego Ishiiego wskutek głębokiego rozcięcia i niedopuszczenia go do kontynuowania walki. Pas obronił 30 grudnia na sylwestrowej gali Inoki Bom-Ba-Ye nokautując w rewanżowej walce Ishiiego w 2. rundzie.

### Ponowny powrót do K-1
10 marca 2012 roku w Zagrzebiu pokonał przez jednogłośną decyzję w walce na zasadach K-1 Raya Sefo. Początkowo była ona zapowiadana jako pożegnalny pojedynek Filipovicia. Wkrótce potem ogłoszono jednak, że Chorwat po 9 latach powróci do organizacji K-1. 27 maja na gali K-1 Rising w Madrycie pokonał przez nokaut w 2. rundzie Hiszpana Lorenzo Javiera Jorge. We wrześniu 2012 roku wystartował w kwalifikacjach do turnieju K-1 World Grand Prix. W pierwszej rundzie turnieju pokonał przez decyzję Amerykanina Randy’ego Blake’a. Finałowa gala odbyła się w ojczyźnie Mirko – Chorwacji (Zagrzeb). Do turnieju zostali zaproszeni m.in. Badr Hari, Zabit Samiedow czy Hesdy Gerges. W ćwierćfinale Chorwat spotkał się z Amerykaninem Jarrellem Millerem, którego pokonał na punkty, a w półfinale również na punkty Ukraińca Pawła Żurawlowa. W finale zwyciężył Surinamczyka Ismaela Londta przez decyzję sędziów który m.in. był liczony po lewym okrężnym kopnięciu w głowę w 2. rundzie. Filipović stał się dziewiętnastym mistrzem K-1 World GP w historii tej organizacji i dopiero czwartym zawodnikiem nie pochodzącym z Holandii – wcześniej aż piętnaście razy mistrzami zostawali właśnie Holendrzy.

### Lata 2015–2016
W lutym 2015 ogłoszono pierwszą w historii galę UFC w Polsce, która ostatecznie odbyła się 11 kwietnia. W walce wieczoru po czteroletniej przerwie zmierzył się w rewanżowym starciu z Gonzagą. Filipović zrewanżował się Brazylijczykowi za ciężki nokaut z 2007 roku pokonując go przez TKO (uderzeniami w parterze) w 3. rundzie.
Swój kolejny pojedynek miał stoczyć 28 listopada 2015, na gali w Seulu z Anthonym Hamiltonem lecz do tego pojedynku ostatecznie nie doszło gdyż Chorwat nieoczekiwanie ogłosił, że jest kontuzjowany i postanowił ponownie zakończyć karierę, w związku z trapiącymi go kontuzjami. Pod koniec listopada 2015 USADA, poinformowała o zawieszeniu Filipovicia na dwa lata za stosowanie i posiadanie zabronionej substancji hGH. 9 stycznia 2016, USADA ogłosiła, że próbki Filipovicia okazały się czyste jednak w związku z tym, iż Chorwat wcześniej przyznał się do stosowania środków z hGH, zawieszenie zostało podtrzymane.
W lipcu 2016, związał się z nowo powstałą organizacją Rizin Fighting Federation, startując w turnieju wagi otwartej. 25 września 2016, pokonał Koreańczyka Hyun Man Myunga w rundzie otwierającej turniej. W ćwierćfinale 29 grudnia 2016, miał ponownie zmierzyć się po wielu latach z Wanderleiem Silvą, jednak z powodu kontuzji Brazylijczyk musiał się wycofać z walki. Zastąpił go zwycięzca ubiegłorocznej edycji turnieju RIZIN wagi ciężkiej, Amerykanin Muhammed Lawal. Filipović, pokonał Amerykanina przez KO w drugiej rundzie. Podczas półfinałów, które odbyły się dwa dni później, pokonał estońskiego sumitę Kaido Höövelsona przez TKO w pierwszej rundzie, natomiast w finale mającym miejsce na tej samej gali, zwyciężył Irańczyka Amira Ali Akbariego również przez TKO w pierwszej rundzie, zostając ostatecznie zwycięzcą całego turnieju.

## Życie prywatne
Jest synem Žarko (zm. 1994) i Any Filipović. Mieszka w Zagrzebiu z żoną Klaudiją oraz synami Ivanem i Filipem. W latach 2003–2007 był deputowanym do chorwackiego parlamentu z listy Socjaldemokratycznej Partii Chorwacji (SDP). W 2005 roku wystąpił w głównej roli w filmie akcji Śmiertelna misja (Ultimate Force).

## Osiągnięcia

### Mieszane sztuki walki
- 2016: RIZIN FF World Grand Prix 2016 – 1. miejsce w turnieju wagi otwartej
- 2014: mistrz Inoki Genome Fight w wadze ciężkiej
- 2006: PRIDE Openweight Grand Prix – 1. miejsce w turnieju wagi otwartej

### Boks amatorski
- 1998: Igrzyska śródziemnomorskie – 3. miejsce w wadze superciężkiej
- 1997, 1998: mistrz Chorwacji w wadze superciężkiej

### Kick-boxing
- 2013: K-1 World GP w Zagrzebiu – 1. miejsce
- 2000: K-1 World GP w Fukuoce – 2. miejsce
- 1999: wicemistrz K-1 World GP
- 1996: mistrz świata IKBF full contact w wadze ciężkiej

## Lista walk MMA
| Wynik      | Bilans  | Przeciwnik               | Rozstrzygnięcie                             | Runda | Czas | Rozgrywki                                         | Data        | Miejsce      | Uwagi                                                                      |
| ---------- | ------- | ------------------------ | ------------------------------------------- | ----- | ---- | ------------------------------------------------- | ----------- | ------------ | -------------------------------------------------------------------------- |
| Wygrana    | 37-11-2 | Roque Martinez           | TKO (rozcięcie)                             | 1     | 5:02 | RIZIN 13                                          | 30.09.2018  | Saitama      |                                                                            |
| Wygrana    | 36-11-2 | Tsuyoshi Kosaka          | TKO (ciosy pięściami)                       | 1     | 1:02 | RIZIN Fighting World Grand Prix 2017: Final Round | 31.12.2017  | Saitama      |                                                                            |
| Wygrana    | 35-11-2 | Amir Ali Akbari          | TKO (ciosy pięściami)                       | 1     | 2:02 | RIZIN Fighting World Grand Prix 2016: Final Round | 31.12.2016  | Saitama      | Finał turnieju RIZIN FF World Grand Prix 2016                              |
| Wygrana    | 34-11-2 | Kaido Höövelson          | KO (kolano na korpus)                       | 1     | 0:47 | RIZIN Fighting World Grand Prix 2016: Final Round | 31.12.2016  | Saitama      | Półfinał turnieju RIZIN FF World Grand Prix 2016                           |
| Wygrana    | 33-11-2 | Muhammed Lawal           | KO (ciosy pięściami)                        | 2     | 1:41 | RIZIN Fighting World Grand Prix 2016: 2nd Round   | 29.12.2016  | Saitama      | Ćwierćfinał turnieju RIZIN FF World Grand Prix 2016                        |
| Wygrana    | 32-11-2 | Myung Hyun-man           | Poddanie (duszenie trójkątne rękoma)        | 1     | 2:20 | RIZIN Fighting World Grand Prix 2016: 1st Round   | 25.09.2016  | Saitama      | Pierwsza runda turnieju RIZIN FF World Grand Prix 2016                     |
| Wygrana    | 31-11-2 | Gabriel Gonzaga          | TKO (ciosy łokciami i pięściami)            | 3     | 3:30 | UFC Fight Night: Gonzaga vs Cro Cop 2             | 11.04.2015  | Kraków       | Walka wieczoru                                                             |
| Wygrana    | 30-11-2 | Satoshi Ishii            | TKO (niezdolność do walki)                  | 2     | 5:00 | Inoki Bom-Ba-Ye 2014                              | 30.12.2014  | Tokio        | Obronił pas mistrzowski IGF w wadze ciężkiej                               |
| Wygrana    | 29-11-2 | Satoshi Ishii            | TKO (rozcięcie)                             | 2     | 2:37 | Inoki Genome Fight 2                              | 23.08.2014  | Tokio        | Zdobył pas mistrzowski IGF w wadze ciężkiej                                |
| Przegrana  | 28-11-2 | Aleksiej Olejnik         | Poddanie (dźwignia na kark)                 | 1     | 4:42 | Legend Fight Show 2                               | 08.11.2013  | Moskwa       |                                                                            |
| Wygrana    | 28-10-2 | Shinichi Suzukawa        | Poddanie (dźwignia na staw łokciowy)        | 1     | 1:18 | Inoki Bom-Ba-Ye 2012                              | 31.12.2012  | Tokio        |                                                                            |
| Przegrana  | 27-10-2 | Roy Nelson               | TKO (ciosy pięściami)                       | 3     | 1:30 | UFC 137: Penn vs. Diaz                            | 29.10.2011  | Las Vegas    |                                                                            |
| Przegrana  | 27-9-2  | Brendan Schaub           | KO (cios pięścią)                           | 3     | 3:44 | UFC 128: Shogun vs. Jones                         | 19.03.2011  | New Jersey   |                                                                            |
| Przegrana  | 27-8-2  | Frank Mir                | KO (cios kolanem)                           | 3     | 4:02 | UFC 119: Mir vs. Cro Cop                          | 25.09.2010  | Indianapolis |                                                                            |
| Wygrana    | 27-7-2  | Patrick Barry            | Poddanie (duszenie zza pleców)              | 3     | 4:30 | UFC 115: Liddell vs. Franklin                     | 12.06.2010  | Vancouver    |                                                                            |
| Wygrana    | 26-7-2  | Anthony Perosh           | TKO (rozcięcie)                             | 2     | 5:00 | UFC 110                                           | 21.02.2010  | Sydney       |                                                                            |
| Przegrana  | 25-7-2  | Junior dos Santos        | Poddanie (kontuzja oka)                     | 3     | 2:00 | UFC 103: Franklin vs. Belfort                     | 19.09.2009  | Dallas       |                                                                            |
| Wygrana    | 25-6-2  | Mostapha Al-turk         | TKO (ciosy pięściami)                       | 1     | 3:06 | UFC 99: The Comeback                              | 13.06.2009  | Kolonia      |                                                                            |
| Wygrana    | 24-6-2  | Choi Hong-man            | TKO (niskie kopnięcie)                      | 1     | 6:32 | Dynamite!! 2008                                   | 31.12.2008  | Saitama      |                                                                            |
| No contest | 23-6-2  | Alistair Overeem         | Filipović został kopnięty kolanem w krocze. | 1     |      | DREAM.6                                           | 23.09.2008  | Saitama      |                                                                            |
| Wygrana    | 23-6-2  | Tatsuya Mizuno           | KO (ciosy pięściami)                        | 1     | 0:56 | DREAM.1                                           | 15.03.2008  | Saitama      |                                                                            |
| Przegrana  | 22-6-2  | Cheick Kongo             | Decyzja (jednogłośna)                       | 3     | 5:00 | UFC 75: Champion vs. Champion                     | 08.09.2007  | Londyn       |                                                                            |
| Przegrana  | 22-5-2  | Gabriel Gonzaga          | KO (kopnięcie okrężne w głowę)              | 1     | 4:51 | UFC 70: Nations Collide                           | 21.04.2007  | Manchester   |                                                                            |
| Wygrana    | 22-4-2  | Eddie Sanchez            | TKO (ciosy pięściami)                       | 1     | 4:33 | UFC 67: All or Nothing                            | 03.02.2007  | Las Vegas    |                                                                            |
| Wygrana    | 21-4-2  | Josh Barnett             | Poddanie (kontuzja oka)                     | 1     | 7:32 | PRIDE: Final Conflict Absolute                    | 10.09.2006. | Saitama      | Finał PRIDE 2006 Openweight GP                                             |
| Wygrana    | 20-4-2  | Wanderlei Silva          | KO (kopnięcie okrężne w głowę)              | 1     | 5:26 | PRIDE: Final Conflict Absolute                    | 10.09.2006  | Saitama      | Półfinał PRIDE 2006 Openweight GP                                          |
| Wygrana    | 19-4-2  | Hidehiko Yoshida         | Poddanie (niskie kopnięcia)                 | 1     | 7:38 | PRIDE: Critical Countdown Absolute                | 01.07.2006  | Saitama      | Ćwierćfinał PRIDE 2006 Openweight GP                                       |
| Wygrana    | 18-4-2  | Ikuhisa Minowa           | TKO (ciosy pięściami)                       | 1     | 1:10 | PRIDE: Total Elimination Absolute                 | 05.05.2006  | Osaka        | Pierwsza runda PRIDE 2006 Openweight GP                                    |
| Przegrana  | 17-4-2  | Mark Hunt                | Decyzja niejednogłośna                      | 3     | 5:00 | PRIDE: Shockwave 2005                             | 31.12.2005  | Saitama      |                                                                            |
| Wygrana    | 17-3-2  | Josh Barnett             | Decyzja (jednogłośna)                       | 3     | 5:00 | PRIDE 30                                          | 23.10.2005  | Saitama      |                                                                            |
| Przegrana  | 16-3-2  | Fiodor Jemieljanienko    | Decyzja (jednogłośna)                       | 3     | 5:00 | PRIDE: Final Conflict 2005                        | 28.08.2005  | Saitama      | Walka o mistrzostwo PRIDE FC w wadze ciężkiej                              |
| Wygrana    | 16-2-2  | Ibragim Magomiedow       | KO (kopnięcie okrężne w korpus)             | 1     | 3:53 | PRIDE: Critical Countdown 2005                    | 26.06.2005  | Saitama      |                                                                            |
| Wygrana    | 15-2-2  | Mark Coleman             | KO (ciosy pięściami)                        | 1     | 3:40 | PRIDE 29                                          | 20.02.2005  | Saitama      |                                                                            |
| Wygrana    | 14-2-2  | Kevin Randleman          | Poddanie (duszenie gilotynowe)              | 1     | 0:41 | PRIDE: Shockwave 2004                             | 31.12.2004  | Saitama      |                                                                            |
| Wygrana    | 13-2-2  | Josh Barnett             | Poddanie (kontuzja)                         | 1     | 0:46 | PRIDE 28                                          | 31.10.2004  | Saitama      |                                                                            |
| Wygrana    | 12-2-2  | Aleksandr Jemieljanienko | KO (kopnięcie okrężne w głowę)              | 1     | 2:09 | PRIDE: Final Conflict 2004                        | 15.08.2004  | Saitama      |                                                                            |
| Wygrana    | 11-2-2  | Shungo Oyama             | KO (ciosy pięściami)                        | 1     | 1:00 | PRIDE: Bushido 4                                  | 19.07.2004  | Nagoja       |                                                                            |
| Wygrana    | 10-2-2  | Hiromitsu Kanehara       | Decyzja jednogłośna                         | 2     | 5:00 | PRIDE: Bushido 3                                  | 23.05.2004  | Jokohama     |                                                                            |
| Przegrana  | 9-2-2   | Kevin Randleman          | KO (ciosy młotkowe)                         | 1     | 1:57 | PRIDE: Total Elimination 2004                     | 25.04.2004  | Saitama      | Pierwsza runda PRIDE 2004 Heavyweight GP                                   |
| Wygrana    | 9-1-2   | Yoshihisa Yamamoto       | KO (ciosy pięściami)                        | 1     | 2:12 | PRIDE Bushido 2                                   | 15.02.2004  | Saitama      |                                                                            |
| Wygrana    | 8-1-2   | Ron Waterman             | TKO (kopnięcia)                             | 1     | 1:27 | PRIDE 27                                          | 01.02.2004  | Osaka        |                                                                            |
| Przegrana  | 7-1-2   | Antônio Rodrigo Nogueira | Poddanie (dźwignia na staw łokciowy)        | 2     | 1:45 | PRIDE: Final Conflict 2003                        | 09.11.2003  | Tokio        | Walka o tymczasowe mistrzostwo PRIDE FC w wadze ciężkiej                   |
| Wygrana    | 7-0-2   | Dos Caras Jr.            | KO (kopnięcie okrężne w głowę)              | 1     | 0:46 | PRIDE: Bushido 1                                  | 05.10.2003  | Saitama      |                                                                            |
| Wygrana    | 6-0-2   | Ihor Wowczanczyn         | KO (kopnięcie okrężne w głowę)              | 1     | 1:29 | PRIDE: Total Elimination 2003                     | 10.08.2003  | Saitama      |                                                                            |
| Wygrana    | 5-0-2   | Heath Herring            | TKO (ciosy pięściami)                       | 1     | 3:17 | PRIDE 26                                          | 08.06.2003  | Jokohama     |                                                                            |
| Wygrana    | 4-0-2   | Kazuyuki Fujita          | Decyzja jednogłośna                         | 3     | 5:00 | Inoki Bom-Ba-Ye 2002: K-1 vs. Inoki               | 31.12.2002  | Saitama      |                                                                            |
| Wygrana    | 3-0-2   | Kazushi Sakuraba         | TKO (kontuzja)                              | 2     | 5:00 | PRIDE: Shockwave 2002                             | 28.08.2002  | Tokio        |                                                                            |
| Remis      | 2-0-2   | Wanderlei Silva          | Remis                                       | 5     | 3:00 | PRIDE 20                                          | 28.04.2002  | Jokohama     | Specjalne zasady walki, po upływie regulaminowego czasu automatyczny remis |
| Wygrana    | 2-0-1   | Yuji Nagata              | KO (kopnięcie okrężne w głowę)              | 1     | 0:21 | Inoki Bom-Ba-Ye 2001-K-1 vs. Inoki                | 31.12.2001  | Saitama      |                                                                            |
| Remis      | 1-0-1   | Nobuhiko Takada          | Remis                                       | 5     | 3:00 | PRIDE 17                                          | 03.11.2001  | Tokio        | Specjalne zasady walki, po upływie regulaminowego czasu automatyczny remis |
| Wygrana    | 1-0-0   | Kazuyuki Fujita          | TKO (rozcięcie)                             | 1     | 0:39 | K-1 Andy Hug Memorial                             | 19.08.2001  | Saitama      |                                                                            |